# Beating the Bounds

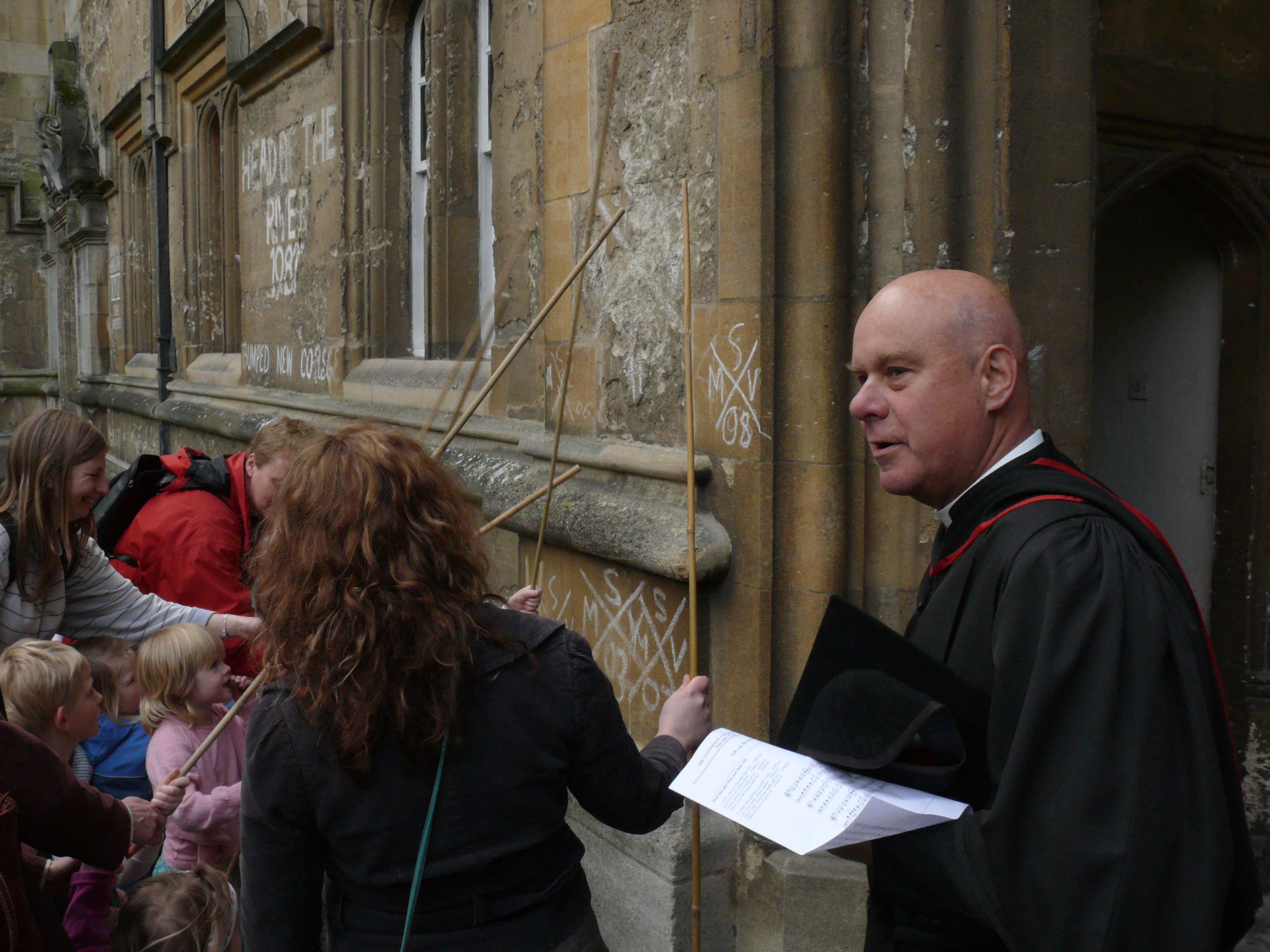
Beating the Bounds in Oxford

Beating the Bounds ist ein in England, Irland, Wales und Schottland teilweise bis heute praktiziertes Ritual, in dem die Grenzen einer Kirchengemeinde oder eines anderen mit Grenzsteinen markierten Gebietes abgeschritten und die Grenzsteine mit Stöcken oder Ästen geschlagen werden. Es findet traditionell während der Bitttage (englisch rogationtide) zwischen dem fünften Sonntag nach Ostern (Rogate) und Christi Himmelfahrt statt.

## Geschichte

### Bittprozessionen vor der Reformation
Das Ritual geht bis auf die Zeit der Angelsachsen, das heißt die Zeit vor der Eroberung Englands durch die Normannen, zurück. Ursprünglich handelte es sich um eine Bittprozession entlang der Gemeindegrenze, also meistens durch die einen Ort umgebende Feldflur, bei der Kreuze, Glocken und Banner mitgeführt wurden. Diese Prozessionen waren deshalb auch unter dem Namen „Gang Days“ oder „Cross Days“ bekannt. An Wegkreuzen hielt die Prozession an um Gebete zu sprechen, während der Prozession wurde die Allerheiligenlitanei gesungen. Anliegen der Bitten und Gebete war es, böse Geister aus der Gemeinde zu vertreiben und eine gute Ernte zu erbitten. Symbolisch bedeutete die Prozession eine Abgrenzung zwischen den verschiedenen Gemeinden und zugleich eine Vergewisserung der eigenen Identität und Zugehörigkeit zu den jeweiligen Gemeinden. Die Prozession endete gewöhnlich mit einem gemeinsamen Mahl, zu dem alle Teilnehmer eingeladen waren.

### Haltung der Reformation zu Prozessionen
Die englische Reformation lehnte Prozessionen grundsätzlich als oberflächliche Volksbelustigung ohne tieferen Sinn und die Gebete an Wegkreuzen als Götzendienst ab. Die Wegkreuze, an denen die Prozessionen gewöhnlich Station gemacht hatten, wurden vielfach entfernt. Die Bittprozession in der Rogationtide galt einigen Reformern als archaisches und abergläubisches Ritual und es fanden unmittelbar nach der Reformation deutlich weniger Flurumgänge statt. Dennoch wurden Flurumgänge nicht generell verboten und das elisabethanische Book of Homilies von 1563, eine Art Abhandlung über die Grundsätze des reformierten Glaubens, das in drei Fassungen erschien, enthielt, anders als die Fassung von 1547, sogar eine Predigt, die eigens der Rogationtide gewidmet war. Dies wurde damit begründet, dass der Flurumgang in der Bittwoche den Gemeindemitgliedern dazu dienen sollte, das Wissen um die Gemeindegrenzen zu bewahren. Was ab dann als „Beating the Bounds“ bezeichnet wurde, ist damit die einzige Prozession, die in England auch nach der Reformation noch praktiziert wurde und wird.

### Beating the Bounds nach dem englischen Bürgerkrieg
Kirchenbücher und Visitationsberichte dokumentieren, dass „Beating the Bounds“ bis weit in das 17. Jahrhundert sehr verbreitet war. Dokumente aus der zweiten Hälfte des 17. Jahrhunderts zeigen, dass in dieser Zeit die Tradition und Rituale verfeinert und bestätigt wurden, da die Idee, die Gemeindegrenzen im Bewusstsein der Bewohner eines Gebietes präsent zu halten, allgemein als sinnvoll erachtet wurde. Stadtgemeinden versorgten die Teilnehmer nun mit extra angeschafften weißen Stöcken, mit denen auf die Grenzsteine geschlagen wurde, während in ländlichen Gegenden nicht nur Stöcke, sondern auch Pfeifen und Tabak bereitgestellt wurden. Aus dieser Zeit stammt auch die Überlieferung, dass mit den Stöcken nicht nur Grenzsteine, sondern auch die Kinder geschlagen wurden, damit sie sich die Position der Grenzsteine einprägen sollten. Aus der alten Kreuzprozession war das moderne „Beating the Bounds“ entstanden.

## Ablauf
In vorreformatorischer Zeit nahmen alle Gemeindemitglieder, Frauen und Männer an der Bittprozession teil. Es galt als unschicklich, der Prozession fernzubleiben. Teilweise bezahlten die Gemeinden einzelne Mitglieder sogar dafür, dass sie während des Umgangs die Banner vorantrugen. Dies änderte sich grundsätzlich nach der Reform. Die von Elisabeth I. im Jahr 1559 erlassenen Royal Injunctions beschreiben das Ritual nun so, dass „the bounds were to be walked only by the subtantialest men of the parish“ (dass die Grenzen der Gemeinde nur von den wichtigsten Männern der Gemeinde abgeschritten werden sollten). Die Regularien des Erzbischofs von York aus dem Jahr 1571 gaben vor, dass neben diesen nur „the parson, vicar or curate“ sowie „churchwardens“, d. h. der Geistliche und Kirchendiener teilnehmen sollten. Der Erzdiakon von Berkshire bestand dagegen 1615 darauf, dass an Beating the Bounds neben dem Geistlichen „a sufficient number of the parishioners of all sorts, aswel of the elder as younger sort, for the better knowledge of the circuits and bounds of the parish“ d. h. eine ausreichend große Zahl an Gemeindemitgliedern aller Art, sowohl Alte als auch Junge, teilnehmen sollten, um das Wissen über den Umfang und die Grenzen der Gemeinde zu verbessern.
Die Gemeindegrenzen waren dabei nicht nur für die Zugehörigkeit der Einwohner zur Gemeinde wichtig, sondern auch, um Zuständigkeiten zwischen verschiedenen Gemeinden zu klären. Gesetze zur Armenfürsorge regelten, dass die Gemeinden zur Versorgung von verarmten Gemeindemitgliedern verpflichtet waren und dazu auch Abgaben von ihren übrigen Mitgliedern einfordern konnten. Beating the Bounds stellte sicher, dass die Gemeindemitglieder wussten, an wen sie sich in einer Notlage melden könnten.

## Wiederbelebte Tradition
Heute wird das Ritual beispielsweise noch bzw. wieder in Oxford und London gepflegt. Die Gemeinde der Londoner Kirche All Hallows by the Tower, deren südliche Gemeindegrenze in der Mitte der Themse liegt, muss ein Boot besteigen, um die südliche Gemeindegrenze aufzusuchen und die Grenzmarkierung im Wasser zu schlagen. Alle drei Jahre findet dabei eine rituelle Schlacht gegen die Yeomen Warders des Londoner Towers statt, um an einen alten Grenzstreit mit dem Tower zu erinnern, der im Jahr 1698 zu einem Aufstand führte. In Oxford sind unter anderem Gruppen aus den Gemeinden St. Michael at the Northgate und St. Mary the Virgin mit Weidenruten unterwegs und durchqueren dabei das Gelände des Brasenose College.